# Euphorbia drupifera
Euphorbia drupifera Thonn. es una especie fanerógama  perteneciente a la familia de las euforbiáceas. Es endémica desde el África occidental tropical hasta Uganda.  

## Descripción
Es un pequeño árbol, de hasta 4,5 m de altura o más. Con forma de candelabro  con tallo leñoso y ramas carnosas, la principal de 3-22 cm de altura y 60 cm Ø, ramificándose en situaciones abiertas, pero con un tronco largo en los claros en el bosque.

## Ecología
Se encuentra en las llanuras costeras inundadas; ocasionales en la selva tropical, en el suelo húmedo marrón-negro, con arbustos, cerca de termiteros, a una altitud de hasta 700 metros.

## Propiedades
El látex de esta especie es peligroso. Se ha utilizado para eliminar las verrugas, y puede causar ceguera, si llega a los ojos.
Esta Euphorbia puede llegar a ser realmente grande, y no siempre crece bien en contenedores o macetas. 

## Taxonomía
Euphorbia drupifera fue descrita por Michael George Gilbert y publicado en Beskrivelse af Guineeiske planter 250. 1827.
Etimología
Euphorbia: nombre genérico que deriva del médico griego del rey Juba II de Mauritania (52 a 50 a. C. - 23), Euphorbus, en su honor – o en alusión a su gran vientre –  ya que usaba médicamente Euphorbia resinifera. En 1753 Carlos Linneo asignó el nombre a todo el género.
drupifera: epíteto latino que significa "con drupa".
Sinonimia
- Elaeophorbia drupifera (Thonn.) Stapf (1906).
- Euphorbia toxicaria Afzel. ex Steud. (1840), nom. nud.
- Euphorbia elastica Poiss. & Pax (1902), nom. provis.
- Euphorbia renouardii Pax (1902).[5][6]